# Sphaerodactylus thompsoni
Espèce
Statut de conservation UICN

 EN  : En danger
Sphaerodactylus thompsoni est une espèce de geckos de la famille des Sphaerodactylidae.

## Répartition
Cette espèce est endémique d'Hispaniola. Elle se rencontre :
- dans la province de Pedernales en République dominicaine ;
- dans le Sud-Est d'Haïti.

## Étymologie
Cette espèce est nommée en l'honneur de Fred Gilbert Thompson.

## Publication originale
- Schwartz & Franz, 1976 : A new species of Sphaerodactylus (Sauria: Gekkonidae) from Hispaniola. Proceedings of the Biological Society of Washington, vol. 88, p. 367-372 (texte intégral).